# Макат
Макат (каз. Мақат) — посёлок в Казахстане, административный центр Макатского района Атырауской области. Административный центр и единственный населённый пункт Макатской поселковой администрации.
Расположен в 126 км к северо-востоку от областного центра города Атырау (расстояние по железной дороге).
Узел железнодорожных линий на Атырау, Кандыагаш и Бейнеу.
Вблизи посёлка производится добыча нефти (Северо-Эмбинская нефтегазоносная область).

## Название
Мақат с казахского языка переводится как самец медведя

## История
В январе 1920 года было начато строительство железной дороги и нефтепровода Алгемба (по первым буквам слов Александров Гай и Эмба), которая должна была соединить станцию Александров Гай (Саратовская область) с Северо-Эмбинской нефтегазоносной областью. Работы по сооружению дороги и нефтепровода были прекращены в августе 1921 года, в строй она не вошла. По некоторым данным, на строительстве дороги от голода, жажды и эпидемий погибло большое количество людей.
10 февраля 1934 года Президиум ВЦИК постановил «2. В дополнение к утверждённым уже постановлениями Президиума ВЦИК 1 ноября 1932 года (СУ, № 84, ст. 365) и 27 декабря 1933 года (СУ, 1934, № 3, ст. 18) рабочим посёлкам Арысь, Аягуз, Ильич и Карсакпай преобразовать в рабочие посёлки, с присвоением им новых наименований, следующие населённые пункты Казакской АССР: е) в Испульском районе, Гурьевского округа, Западно-казакстанской области, вновь возникшие населённые пункты при промыслах Доссор, Кошчагиль и Макат в рабочий посёлок, с теми же названиями».

## Население
| 1939    | 1959  | 1970  | 1979    | 1989    | 1999    | 2009    |
| ------- | ----- | ----- | ------- | ------- | ------- | ------- |
| 4849    | ↗5897 | ↗9123 | ↗10 391 | ↗14 010 | ↘12 593 | ↗14 266 |
| 2021    |       |       |         |         |         |         |
| ↘13 837 |       |       |         |         |         |         |

## Уроженцы
- Санбаев, Сатимжан Камзиевич ― писатель, киноактёр и кинодраматург, публицист и общественный деятель.
- Султан Кабиевич Баймагамбетов ― архитектор, профессор, член-корреспондент Международной академии архитектуры, член-корреспондент Инженерной академии Республики Казахстан и Международной инженерной академии.
- Балтабек Муханович Куандыков — доктор геолого-минералогических наук. Член-корреспондент Международной экономической академии «Евразия». Американской ассоциации геологов и нефтяников.
- Аскар Абаевич Керимов — бывший аким города Атырау.